# Amt Bigge
Beim Amt Bigge handelte es sich um ein Amt, das die preußische Regierung im 19. Jahrhundert im Zusammenhang mit kommunalen Reformen im Kreis Brilon einrichtete. Es bestand von 1844 bis zum Jahr 1975. In diesem Jahr wurde es auf die Städte Bestwig, Brilon, Olsberg und Winterberg aufgeteilt. Rechtsnachfolgerin wurde die Stadt Olsberg.

## Geschichte
Aus den Schultheißbezirken Antfeld, Assinghausen, Bigge, Bruchhausen, Brunskappel, Elleringhausen, Elpe, Helmeringhausen, Olsberg, Wiemeringhausen und Siedlinghausen wurde 1826 im Kreis Brilon die Bürgermeisterei Bigge gebildet. Diese wurde 1837 um die Orte Altenbüren und Esshoff erweitert, die bis dahin zur Bürgermeisterei Brilon gehört hatten.
Im Rahmen der Einführung der Landgemeindeordnung von 1841 für die Provinz Westfalen wurde 1844 im Kreis Brilon aus der Bürgermeisterei Bigge das Amt Bigge gebildet. Das Amt umfasste bis 1969 fünfzehn Gemeinden:
| - Altenbüren - Antfeld - Assinghausen - Bigge - Bruchhausen | - Brunskappel - Elleringhausen - Elpe - Esshoff - Grimlinghausen | - Helmeringhausen - Olsberg - Siedlinghausen - Wiemeringhausen - Wulmeringhausen |

Geographisch gesehen deckte das Amt Bigge große Teile des Scharfenberger Hügellandes, der Ramsbecker Höhen und des Assinghauser Grundes ab.
Im Jahr 1864 hatte das Amt Bigge 7681 Einwohner. Bis 1939 war diese Zahl auf 10782 gestiegen. Durch den Flüchtlingsstrom nach 1945 wuchs ihre Zahl bis 1950 auf 15269. Elf Jahre später (1961) war die Einwohnerzahl wieder bis auf 15042 gesunken. Fünf Jahre später hatte das Amt Bigge im Jahr 1966 bei einer Fläche von 143,11 km² eine Einwohnerzahl von 16146 Menschen. 1961 arbeiteten hier 6796 Erwerbspersonen, von denen 22,1 % in Land- und Forstwirtschaft, 49,2 % im produzierenden Gewerbe, und der Rest in sonstigen Berufen beschäftigt war. 1961 bekannten sich 13296 als Katholiken und 1683 als evangelische Christen.
Das Amt hatte kein eigenes Wappen. Am 1. Juli 1969 wurden die Gemeinden Bigge und Olsberg durch das Gesetz zur Neugliederung von Gemeinden des Landkreises Brilon zur Stadt Bigge-Olsberg zusammengefasst.
Am 1. Januar 1975 wurde das Amt Bigge durch das Sauerland/Paderborn-Gesetz aufgelöst:
- Grimlinghausen wurde in die Gemeinde Bestwig eingegliedert.
- Altenbüren und Esshoff wurden in die Stadt Brilon eingegliedert.
- Antfeld, Assinghausen, Bigge-Olsberg, Bruchhausen, Brunskappel, Elleringhausen, Elpe, Helmeringhausen, Wiemeringhausen und Wulmeringhausen gingen in der neuen Stadt Olsberg auf.
- Siedlinghausen wurde in die Stadt Winterberg eingegliedert.

Bestwig, Brilon, Olsberg und Winterberg kamen alle zum neuen Hochsauerlandkreis.